# Resolutie 388 Veiligheidsraad Verenigde Naties
Resolutie 388 van de Veiligheidsraad van de Verenigde Naties werd op 6 april 1976 met unanimiteit van stemmen aangenomen.

## Achtergrond
De voormalige Britse kolonie Zuid-Rhodesië verklaarde zich in 1965 onafhankelijk. Het blanke minderheidsregime en de onafhankelijkheid werden door de VN illegaal verklaard. Zuid-Rhodesië begon ook geweld te gebruiken tegen zijn buurlanden. Er werden economische sancties ingesteld die al een paar keer aangescherpt waren.

## Inhoud
De Veiligheidsraad:
- Herbevestigt zijn resoluties 216, 217, 221, 232, 253 en 277.
- Herbevestigt dat de genomen maatregelen van kracht blijven.
- Houdt rekening met de aanbevelingen van het comité opgericht met resolutie 253.
- Herbevestigt dat de situatie in Zuid-Rhodesië een bedreiging vormt voor de internationale vrede en veiligheid.
- Handelend onder hoofdstuk VII van het Handvest van de Verenigde Naties:

1. Beslist dat de sancties ook van toepassing zijn op:
a. Goederen die na deze resolutie uit Zuid-Rhodesië werden uitgevoerd die in overtreding zijn met resolutie 253.
b. Goederen die na deze resolutie voor Zuid-Rhodesië bestemd zijn in overtreding zijn met resolutie 253.
c. Goederen, producten en andere eigendommen in Zuid-Rhodesië voor commercieel, industrieel of publiek gebruik en in overtreding zijn met resolutie 253.
2. Beslist dat alle VN-lidstaten hun burgers moeten verbieden een onderneming in Zuid-Rhodesië het gebruik van hun merknaam of franchise toe te staan.
3. Dringt erop aan dat ook niet-VN-lidstaten in overeenstemming met deze resolutie handelen.

## Verwante resoluties
- Resolutie 333 Veiligheidsraad Verenigde Naties
- Resolutie 386 Veiligheidsraad Verenigde Naties
- Resolutie 403 Veiligheidsraad Verenigde Naties
- Resolutie 406 Veiligheidsraad Verenigde Naties

Lijst ·  385 ·  386 ·  387 ·  388 ·  389 ·  390 ·  391 ·  392 ·  393 ·  394 ·  395 ·  396 ·  397 ·  398 ·  399 ·  400 ·  401 ·  402